# 根本百合
根本 百合（ねもと ゆり)は、日本の歌手・俳優・声優。本名は根本百合（同じ読み方）。

## 来歴
1995年4月より、NHK-BS2の新番組「にこにこぷんがやってきた!」がスタート。初代うたのおねえさんとして、1997年3月まで出演していた。
番組卒業後はこどもちゃれんじ・ぷちのビデオにて、うたのおねえさん「ゆりちゃん」として1998年～2003年の間出演した。
| スタブアイコン | サブスタブ | この項目は、まだ閲覧者の調べものの参照としては役立たない、テレビ番組に関連した書きかけの項目です。この項目を加筆・訂正などしてくださる協力者を求めています（P:テレビ/PJ:放送または配信の番組）。 |